# Destil·lador marí

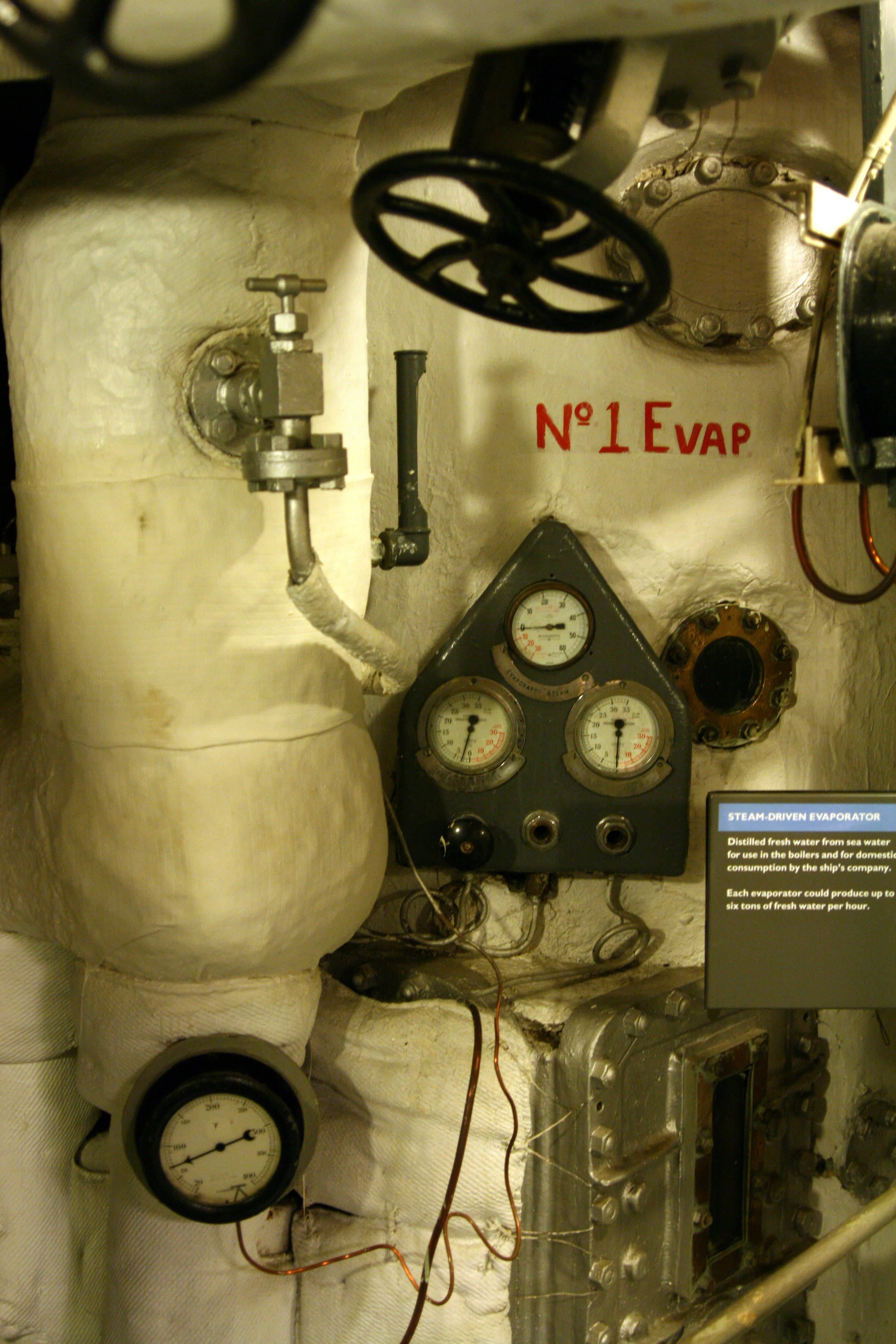
Aquest evaporador de vapor a bord del HMS Belfast va destil·lar fins a sis tones d'aigua dolça per hora per a la caldera i per beure.

Un evaporador, destil·lador o aparell de destil·lació és una peça de l'equip del vaixell que s'utilitza per produir aigua potable fresca per destil·lació a partir de l'aigua de mar.Tenint en compte que l'aigua dolça necessària per a donar de beure a la tripulació durant uns mesos, ocupa molt de volum, pot fer-se malbé durant el seu emmagatzematge, i és un subministrament essencial per a qualsevol viatge llarg, la capacitat de produir aigua dolça en ple viatge al mig de l'oceà és molt important a bord de qualsevol vaixell.

## Destil·ladors primitius en els velers.

Esquema d'un alambí.

Tot i que els destil·ladors sovint s'associen amb els vaixells de vapor, el seu ús és anterior a aquest. Obtenir aigua dolça a partir de l'aigua de mar és un sistema teòricament senzill però que, a la pràctica, presenta moltes dificultats. En l'actualitat i des de fa molts anys hi ha diverses solucions experimentades i satisfactòries que funcionen amb un gran rendiment.
En els primers temps no va ser així. El rendiment era baix (entenent per rendiment la quantitat de combustible necessari per obtenir una certa quantitat d'aigua potable) i, en molts casos, l'aigua obtinguda no era prou bona per beure.
L'aparell de destil·lació només solia estar instal·lat en els vaixells de guerra més grans i en alguns vaixells d'exploració en aquest moment: la gran tripulació d'un vaixell de guerra necessitava gran quantitat d'aigua i no es disposava de l'espai suficient per portar suficient aigua a bord. Els vaixells de càrrega, i les seves tripulacions més petites, simplement portaven abord el seu subministrament d'aigua emmagatzemat en diversos tipus de recipients. Una selecció de sistemes de destil·lació documentats és la següent: 
- 1539. Blasco de Garay.[2][3][4]
- 1560. "Jornada de Gerba".[5]
- 1578. Martin Frobisher. Segons alguns va obtenir aigua dolça a partir d'aigua de mar congelada.[6]
- 1606. Pedro Fernández de Quirós portava un alambí per a destil·lar aigua de mar.[7]
- 1717. Un metge de Nantes, el Sr. Gauthier, va proposar un alambí que no funcionava bé a alta mar, amb el balanceig de la nau.[8]
- 1763. Poissonier. Condensador de contracorrent.[9][10]
- 1771. Mètode del Dr. Irving, adoptat per Marina Real Britànica.[11]
- 1771. James Cook, en el seu vaixell HMS Resolution, portava un alambí de coure i va fer algunes proves per comprovar el consum de carbó cap a la producció d'aigua dolça.[12][13]
- 1781. el HMS Resolution, vaixell d'exploració del Pacífic de Cook, de 1771 portava un destil·lador[14]
- 1783. Louis Antoine de Bougainville[15]

- 1805. el HMS Victory Nelson. HMS Victory de 1805 anava equipat amb un aparell de destil·lació a la cuina.[16]

- 1817. Louis Claude de Saulces de Freycinet[17][18][19]
- 1821. Publicació dels detalls d'un aparell de destil·lar aiguardent de vi en procés continu, del català Joan Jordana i Elias. Aquest alambí presentava molts avantatges sobre els anteriors i va ser adoptat ràpidament a Catalunya.[20]

## Aigua potable per alimentar la caldera
Amb el desenvolupament de la màquina de vapor marina, les seves calderes també requerien un subministrament continu d'aigua d'alimentació.
Les primeres calderes de vapor usaven aigua de mar directament, però això donava problemes amb l'acumulació de salmorra i escates. Per eficiència, a més de conservar l'aigua d'alimentació, els motors marins generalment han estat condensant motors. Per 1865, l'ús d'un condensador de superfície millorat permetia l'ús d'aigua dolça, ja que l'aigua d'alimentació addicional que ara es requeria era només la petita quantitat requerida per a compensar les pèrdues, en lloc del total passat a través de la caldera. Tot i això, un gran vaixell de guerra podria requerir fins a 100 tones de maquillatge d'aigua dolça per al sistema d'aigua d'alimentació per dia, quan està en plena potència. També es va prestar atenció a la desaireació de l'aigua d'alimentació, per reduir encara més la corrosió de la caldera.
El sistema de destil·lació per a l'aigua d'alimentació de la caldera en aquest moment generalment es denominava evaporador, en part per distingir d'un sistema separat o destil·lador utilitzat per beure aigua. Els sistemes separats es van utilitzar sovint, especialment en els primers sistemes, a causa del problema de la contaminació dels lubricants oliosos en el sistema d'aigua d'alimentació i causa de les capacitats molt diferents requerides en els vaixells més grans. Amb el temps, les dues funcions es van combinar i els dos termes es van aplicar als components separats del sistema.

## Destil·ladors d'aigua potable.
El primer subministrament d'aigua per destil·lació de vapor de caldera va aparèixer en els primers vapors de pales i va usar una caixa de ferro simple en les caixes de paletes, refredada per esquitxades d'aigua. Un subministrament de vapor directe de la caldera, evitant el motor i els seus lubricants, va ser conduït a ells. Amb el desenvolupament de camises d'escalfament de vapor al voltant dels cilindres dels motors, com el motor del maleter, la fuita d'aquesta font, un cop més sense lubricar, podria condensar-se.

## Evaporadors

### Subministrament combinat
Les primeres plantes de destil·lació que bullien un subministrament d'aigua separat del de la caldera principal, van aparèixer al voltant de 1867. Aquests no van ser escalfats directament per una flama, però tenien un circuit de vapor primari que usava vapor de caldera principal a través de bobines dins d'un tambor de vapor o evaporador. El destil·lat d'aquest recipient passar després a un recipient adjacent, el condensador de destil·lació. Com aquests evaporadors van utilitzar un subministrament d'aigua de mar "neta" directament, en lloc d'aigua contaminada del circuit de la caldera, podrien utilitzar-se per subministrar aigua d'alimentació i aigua potable. Aquests destil·ladors dobles aparèixer al voltant de 1884. Per seguretat contra falles, els vaixells, excepte els més petits, estaven equipats amb dos jocs.

### Evaporadors de buit
Els evaporadors consumeixen una gran quantitat de vapor i, per tant, combustible, en relació amb la quantitat d'aigua dolça produïda. La seva eficiència es millora al treballar amb buit parcial, subministrat pels condensadors del motor principal. En els vaixells moderns que funcionen amb dièsel, aquest buit pot ser produït per un ejector, generalment operat per la sortida de la bomba de salmorra. Treballar al buit també redueix la temperatura necessàira per bullir l'aigua de mar i, per tant, permet que els evaporadors facin servir la calor residual a temperatures més baixes del sistema de refrigeració dièsel.

### Tosca
Un dels majors problemes operatius amb un evaporador és l'acumulació de tosca. El seu disseny està dissenyat per reduir això i perquè la seva neteja sigui el més efectiva possible. El disseny habitual, desenvolupat per Weir i Admiralty, és per a un tambor cilíndric vertical, escalfat per bobines ofegades que transporten vapor a la part inferior. Ja que estan completament submergits, eviten la regió més activa per al dipòsit d'escates, al voltant de la línia de flotació. Cada bobina consta d'un o dos espirals en un pla. Cada bobina es retira fàcilment per a la seva neteja, i se subjecta mitjançant unions de canonades individuals a través del costat de l'evaporador. També es presenta una porta gran, que permet retirar o reemplaçar les bobines. La neteja es pot realitzar mecànicament, amb un martell de tosca manual. Això també té un risc de dany mecànic en els tubs, ja que les picades més petites tendeixen a actuar com un nucli per a la incrustació o la corrosió. També és una pràctica comuna alliberar les escates de llum per xoc tèrmic, passant vapor a través de les bobines sense refredar l'aigua present o escalfant les bobines, després introduint aigua de mar freda. El 1957, la nau d'assaigs HMS Cumberland, 1 creuer pesat obsolet, es va usar per a les primeres proves del destil·lador del "element de flexió", on els serpentins d'escalfament no rígids es van flexionar contínuament en servei i així es va alliberar de la tosca tan aviat com va formar una capa rígida.
Tot i la salinitat òbvia de l'aigua de mar, la sal no és un problema per a la deposició fins que arriba a la concentració de saturació. Com que això és aproximadament set vegades més que l'aigua de mar i els evaporadors només s'operen a una concentració de dues vegades i mitja, això no és un problema en el servei.
Un problema més gran per a la descamació és la deposició de sulfat de calci. El punt de saturació per a aquest compost disminueix amb temperatures superiors a 60 ° C (140 ° F), de manera que a partir d'al voltant de 90 ° C (194 ° F) un dipòsit dur i tenaç.
Per controlar encara més la formació d'incrustacions, es pot proporcionar equip per injectar automàticament una solució de àcid cítric feble en l'alimentació d'aigua de mar. La relació és 1: 1350, en pes d'aigua de mar.

### Evaporadors compostos
L'operació d'un evaporador representa un consum costós de vapor de la caldera principal, per tant de combustible. Els evaporadors per un vaixell de guerra també han de ser adequats per a subministrar les calderes a plena potència quan sigui necessari, encara que això poques vegades cal. La variació del buit sota el qual funciona l'evaporador i, per tant, el punt d'ebullició de l'aigua d'alimentació, pot optimitzar la producció ja sigui per a un rendiment màxim o una major eficiència, segons el que es necessiti en aquest moment. La major sortida s'aconsegueix quan l'evaporador funciona a una pressió propera a l'atmosfèrica ia una temperatura alta (per vapor saturat, això tindrà un límit de 100 ° C), que pot tenir una eficiència de 0.87 kg d'aigua d'alimentació produïda per cada kg de vapor subministrat.
Si el buit del condensador augmenta al màxim, la temperatura de l'evaporador es pot reduir al voltant de 72 °C. L'eficiència augmenta fins que la massa d'aigua d'alimentació produïda és gairebé igual a la del vapor subministrat, encara que la producció ara està restringida al 86% del màxim anterior.
Els evaporadors generalment s'instal·len com un conjunt, on dos evaporadors s'acoblen a un sol destil·lador. Per a més fiabilitat, els barques grans tindran un parell d'aquests conjunts. És possible organitzar aquests conjunts d'evaporadors en paral·lel o en sèrie, per a una producció màxima o més eficient. Això organitza els dos evaporadors de manera que el primer funcioni a pressió atmosfèrica i alta temperatura (la caixa de sortida màxima), però després utilitza la sortida de calor resultant del primer evaporador per conduir un segon, funcionant al màxim buit i baixa temperatura (la eficiència màxima cas). La producció total d'aigua d'alimentació pot excedir el pes del vapor que es subministra primer, fins a un 160% de la mateixa. No obstant això, la capacitat es redueix, fins al 72% del màxim.

### Bombes d'evaporació
L'aigua de mar no evaporada en un evaporador es converteix gradualment en una salmorra concentrada i, igual que les calderes de vapor primerenques amb alimentació d'aigua de mar, aquesta salmorra s'ha de separar intermitentment cada "de sis a vuit hores" i llençar-la per la borda. Els evaporadors primerencs simplement es van muntaven a la part alta i descarregaven la salmorra per gravetat. A mesura que la creixent complexitat dels condensadors de superfície exigia una millor qualitat de l'aigua d'alimentació, una bomba va esdevenir part de l'equip de l'evaporador. Aquesta bomba tenia tres funcions combinades: com bomba d'alimentació d'aigua de mar, com bomba de subministrament d'aigua dolça i com bomba d'extracció de salmorra, cadascuna de capacitat progressivament menor. La salinitat de la salmorra va ser un factor important en l'eficiència de l'evaporador: una formació d'escates estimulada massa densa, representava un malbaratament d'aigua de mar calenta. La salinitat operativa òptima es va fixar així en tres vegades la de l'aigua de mar, de manera que la bomba de salmorra havia d'eliminar almenys un terç de la taxa de subministrament total d'aigua d'alimentació. Aquestes bombes s'assemblaven a les bombes d'aigua d'alimentació recíproques de vapor que ja estaven en servei. En general, van ser produïdes per fabricants coneguts, com G amp; J Weir. Es van utilitzar bombes verticals i horitzontals, encara que es van afavorir les bombes horitzontals, ja que fomentaven la des-aireació de l'aigua d'alimentació. Les bombes centrífugues rotatives elèctriques es van adoptar més tard, com més eficients i més fiables. Va haver-hi dubtes inicials sobre si aquestes serien capaces de bombar salmorra contra el buit de l'evaporador, de manera que també hi va haver un tipus de transició en que una bomba d'èmbol per salmorra accionada per cargol sense fi s'accionava des de l'eix rotatori.

## Destil·ladors tipus "flash" (flaix)
Una forma posterior d'evaporador marí és el destil·lador flash. L'aigua de mar escalfada es bomba a una cambra de buit, on es fa "espurnejar" convertint-se en vapor d'aigua pura. Aquest es condensa per al seu ús posterior.
Atès que l'ús del buit redueix la pressió de vapor, l'aigua de mar només necessita elevar-se a una temperatura de 77 °C (171 °F). Tant l'evaporador com el destil·lador es combinen en una sola cambra, encara que la majoria de les plantes utilitzen dues cambres combinades, treballant en sèrie. La primera cambra treballa a 23.5 inHg (80 kPa) de buit, la segona a 26-27 inHg (88-91 kPa). L'aigua de mar es subministra al destil·lador mitjançant una bomba d'unes 20 lliures per polzada quadrada (140 kPa). L'aigua de mar freda passa a través d'un serpentí de condensador a la part superior de cada cambra abans de ser escalfada pel vapor en un escalfador d'aigua d'alimentació extern. L'aigua de mar escalfada entra a la part inferior de la primera cambra, després es drena sobre una presa i passa a la segona cambra, estimulada pel buit diferencial entre elles. La salmorra produïda per un destil·lador instantani està només lleugerament concentrada i es bomba per la borda contínuament.
El vapor d'aigua dolça s'eleva a través de les cambres i és condensat per les bobines refrigerades amb aigua de mar. Els bafles i les safates de captació capturen aquesta aigua a la part superior de la cambra. El buit en si és mantingut pels ejectors de vapor.
L'avantatge del destil·lador instantani sobre l'evaporador compost és la seva major eficiència operativa, en termes de calor subministrat. Això es deu al treball del buit, per tant a baixa temperatura, i també a l'ús regeneratiu dels serpentins del condensador per preescalfar l'alimentació d'aigua de mar.
Una limitació del destil·lador de llampades és la seva sensibilitat a la temperatura d'entrada de l'aigua de mar, ja que això afecta l'eficiència de les bobines del condensador. En aigües tropicals, el cabal del destil·lador ha de accelerar per mantenir una condensació efectiva. Com aquests sistemes són més moderns, generalment estan equipats amb un salinòmetre elèctric i cert grau de control automàtic.

## Destil·ladors de vapor per compressió

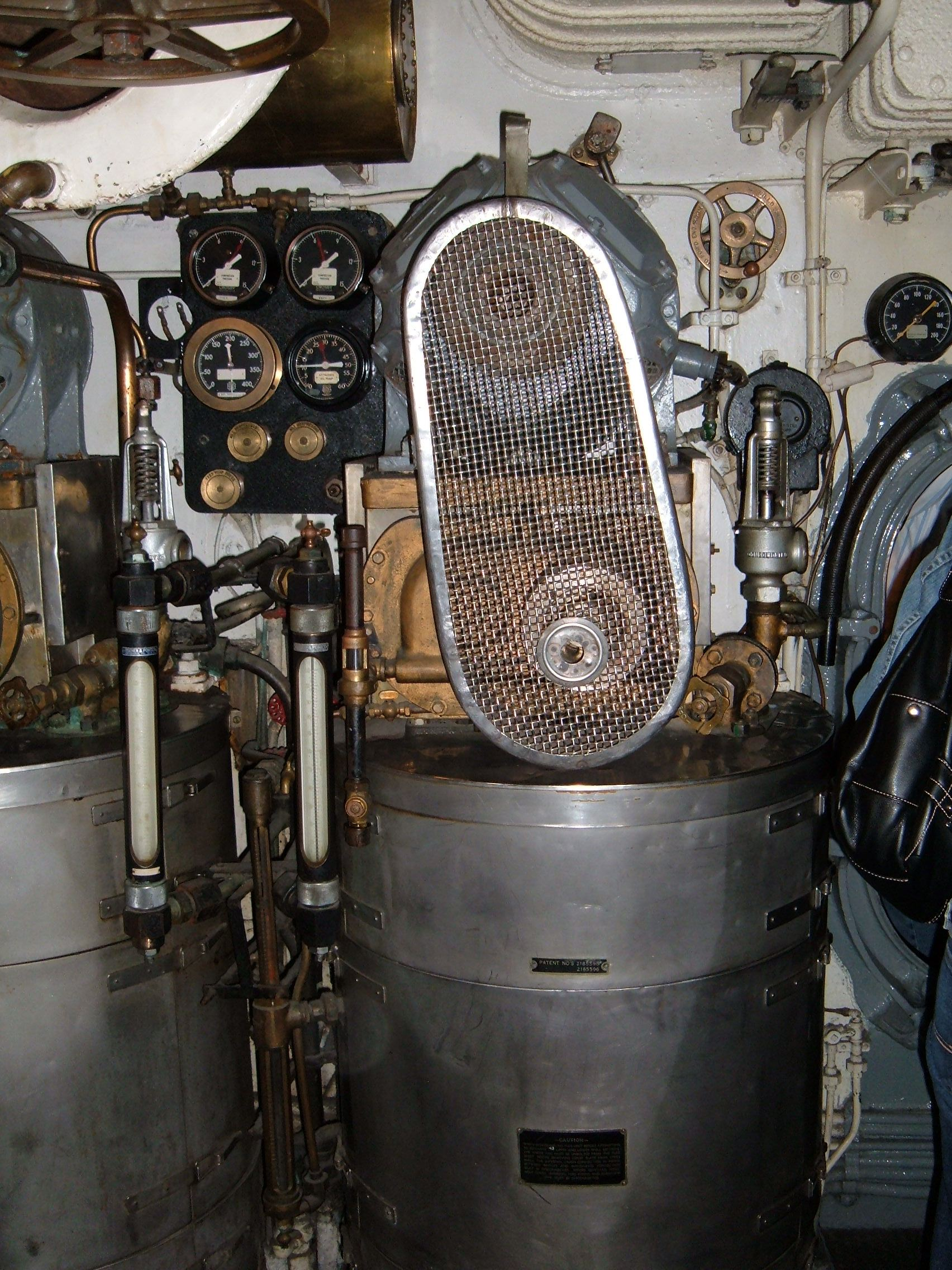
Un dels dos destil·ladors de compressió de vapor a la sala de màquines del submarí USS Pampanito de la Segona Guerra Mundial (SS-383)

Les barques amb motor dièsel no utilitzen calderes de vapor com a part del seu sistema de propulsió principal i, per tant, és possible que no hi hagi subministrament de vapor disponibles per impulsar els evaporadors. Alguns ho fan, ja que utilitzen calderes auxiliars per a tasques de no propulsió com aquesta. Aquestes calderes poden ser fins i tot calderes de recuperació de calor que són escalfades per la fuita del motor.
Quan no es disposa de subministrament de vapor adequat, en el seu lloc s'utilitza un destil·lador de compressió de vapor. Això és impulsat mecànicament, ja sigui elèctricament o pel seu propi motor dièsel.
L'aigua de mar es bomba a un evaporador, on es bull mitjançant un serpentí d'escalfament. El vapor produït es comprimeix, elevant la seva temperatura. Aquest vapor escalfat s'utilitza per escalfar els serpentins de l'evaporador. El condensat de la sortida de la bobina proporciona el subministrament d'aigua dolça. Per iniciar el cicle, s'utilitza un precalentador elèctric per escalfar el primer subministrament d'aigua. La principal entrada d'energia a la planta és l'accionament mecànic del compressor, no com energia tèrmica.
Tant la producció d'aigua dolça com la salmorra residual de l'evaporador es porten a través d'un refredador de sortida. Això actua com un intercanviador de calor amb l'aigua de mar d'entrada, precalentándolo per millorar l'eficiència. La planta pot funcionar a baixa pressió o amb un lleuger buit, segons el disseny. Com l'evaporador funciona a pressió, no al buit, l'ebullició pot ser violenta. Per evitar el risc d'encebament i l'arrossegament d'aigua salada al vapor, l'evaporador es divideix per un separador d' tapa de bombolla.

### Submarins
Els destil·ladors de compressió de vapor es van instal·lar en submarins d'EE. UU. Poc abans de la Segona Guerra Mundial. Els primers intents s'havien fet amb evaporadors que funcionaven amb la calor de la fuita del motor dièsel, però només podien usar-se quan el submarí estava corrent a la velocitat de la superfície. Una altra dificultat amb els submarins va ser la necessitat de produir aigua d'alta qualitat per omplir les seves grans bateries d'emmagatzematge. El consum típic en una patrulla de guerra va ser de prop de 500 US gallons (1,900 litres) per dia per a serveis d'hotel, beguda, cuina, rentat etc. i també per reposar el sistema de refredament del motor dièsel. altres 500 Es requerien galons per setmana per a les bateries. El model estàndard Badger X-1 per a submarins dièsel podria produir 1.000. galons per dia Capacitat del tanc de 5,600. Es van proporcionar galons (1,200 dels quals era aigua de bateria), al voltant de 10 dies per servei. Amb l'aparició de submarins nuclears i la seva abundant subministrament d'electricitat, es podria instal·lar una planta encara més gran. La planta X-1 es va dissenyar perquè pogués ser operada quan es practica snorkeling, o fins i tot quan està completament submergida. A mesura que la pressió ambiental augmentava quan es submergia i, per tant, el punt d'ebullició, es necessitava calor addicional en aquests destil·ladors submarins i, per tant, estaven dissenyats per funcionar amb calor elèctric contínuament.